# جوهر بهرو
جوهَر بَهرو، یکی از شهرهای مالزی و مرکز ایالت «جوهر» این کشور است.
این شهر دروازهٔ جنوبی کشور مالزی به سنگاپور، کشور همسایه، به شمار می‌آید.